# 1967 au théâtre
| Années du théâtre : 1964 - 1965 - 1966 - 1967 - 1968 - 1969 - 1970    |
| Décennies du théâtre : 1930 - 1940 - 1950 - 1960 - 1970 - 1980 - 1990 |

Cet article présente les faits marquants de l'année 1967 au théâtre.

## Événements
Dans Les Soldats de Jakob Lenz, mis en scène par Patrice Chéreau, l'éclairagiste André Diot introduit pour la première fois au théâtre en France les projecteurs HMI, habituellement réservés au cinéma ou aux manifestations sportives.

## Pièces de théâtre publiées
- Kaspar de Peter Handke.
- Le Fils aîné d'Alexandre Vampilov.

## Pièces de théâtre représentées
- 23 septembre : Quarante Carats de Pierre Barillet et Jean-Pierre Grédy, mise en scène Jacques Charon, Théâtre de la Madeleine
- 6 octobre :  Adorable Julia de Marc-Gilbert Sauvajon d'après Somerset Maugham, mise en scène Jean-Laurent Cochet, Théâtre des Célestins, (Lyon)
- Garden Party de Vaclav Havel montée par la troupe du Théâtre de l'Atelier à Genève. Première mondiale en langue française. Dans le cadre du Festival culturel tchécoslovaque au sein de la Maison des jeunes et de la culture de Genève[2].

## Décès
- 18 juillet : Jean Galland (°1897)
- 14 octobre : Marcel Aymé (°1902)
- Charles Gantillon, directeur du Théâtre des Célestins à Lyon (° 1909)